# ريتشارد فيرر
ريتشارد فيرر (بالإنجليزية: Richard Farrer)‏ هو محامي ولاعب كرة قدم جنوب أفريقي في مركز الهجوم، ولد في 9 أبريل 1971 في جوهانسبرغ في جنوب أفريقيا. لعب مع نادي أمازولو ونادي دالاس ونادي لينكولن سيتي.[بحاجة لمصدر]

## وصلات خارجية
- ريتشارد فيرر على موقع الدوري الأمريكي (الإنجليزية)
- ريتشارد فيرر على موقع قاعدة بيانات كرة القدم.إي يو (الإنجليزية)
- ريتشارد فيرر على موقع عالم كرة القدم.نت (الإنجليزية)